# Cantone di Alès-2
Il Cantone di Alès-2 è una divisione amministrativa dell'arrondissement di Alès e dell'arrondissement di Nîmes.
È stato costituito a seguito della riforma approvata con decreto del 24 febbraio 2014, che ha avuto attuazione dopo le elezioni dipartimentali del 2015.

## Composizione
Oltre a parte della città di Alès, i comuni appartenenti al cantone sono i seguenti 14:
- Belvézet
- Bouquet
- Brouzet-lès-Alès
- Fons-sur-Lussan
- Lussan
- Mons
- Les Plans
- Saint-Just-et-Vacquières
- Saint-Martin-de-Valgalgues
- Saint-Privat-des-Vieux
- Salindres
- Servas
- Seynes
- Vallérargues